# Aiace Parolin
Aiace Parolin (* 28. März 1920 in Cagliari; † 19. November 2016 in Rom) war ein italienischer Kameramann.

## Leben
Parolin begann seine Laufbahn beim Film in der zweiten Hälfte der 1950er als Assistent von Leonida Barboni, der in diesen Jahren bei bedeutenden Filmen von Pietro Germi und Renato Castellani die Kamera führte. Zu Beginn des neuen Jahrzehnts erhielt Parolin erste Aufträge für selbstständige Arbeiten, bei denen er „neben technischen Fertigkeiten ein gutes Auge für zur jeweiligen Dramaturgie passende Bildern entwickelte“. Er war bis ins Jahr 1991 für fast vierzig Spielfilme als Chefkameramann tätig.

## Filmografie (Auswahl)
- 1961: Tag für Tag Verzweiflung (Giorno per giorno disperamente)
- 1965: Lo sceriffo che non spara
- 1966: Aber, aber, meine Herren… (Signore & signori)
- 1967: Mehr tot als lebendig (Un minuto per pregare, un istante per morire)
- 1969: Liebe und Zorn (Amore e rabbia)
- 1973: Foltergarten der Sinnlichkeit 2 (Baba Yaga)
- 1973: Vier Fäuste schlagen wieder zu (Carambola)
- 1974: Mörder-Roulette (El clan de los inmorales)
- 1975: Vier Fäuste und ein heißer Ofen (Carambola, filotto… tutti in buca)
- 1976: Abrechnung in San Franzisko (Gli esecutori)
- 1976: Keoma – Das Lied des Todes (Keoma)
- 1979: Das Krokodil und sein Nilpferd (Io sto con gli ippopotami)